# Madalena (kommun i Brasilien)
Madalena är en kommun i Brasilien.   Den ligger i delstaten Ceará, i den östra delen av landet, 1 500 km nordost om huvudstaden Brasília. Antalet invånare är 18 085.
Omgivningarna runt Madalena är huvudsakligen savann. Runt Madalena är det glesbefolkat, med 14 invånare per kvadratkilometer.